# 伝坂勉
伝坂 勉（でんさか つとむ、4月16日 - ）は、日本の男性声優。千葉県出身。81プロデュース所属。かつてはドラマティック・カンパニーの一員であった。

## 略歴
2002年よりドラマティック・カンパニーに参加。

## 人物
声種はハイバリトン。
様々なアニメキャラクターの声を担当。
趣味・特技は脚本。

## 出演作品

### テレビアニメ
2004年
- マシュマロ通信（会長、ファーガソン、老人）
- MADLAX（現場責任者）
- まぶらほ（ゾンビ）

2005年
- ガラスの仮面（山下和雄）
- 今日からマ王!（男、商店主）
- ゾイドジェネシス（ロジ、老人、商人 他）

2006年
- 少女チャングムの夢
- ぜんまいざむらい（船長、客）
- ななみちゃん（お天気キャスター　他）
- 味楽る!ミミカ（サラリーマン）
- 流星のロックマン（執事）

2007年
- 機動戦士ガンダム00（2007年 - 2008年、将校、外人部隊大佐）
- 銀魂 （2007年 - 2011年、岡っ引き、往来の人、浪士B、志士A、大家族の父親、手下A、男、部下、門弟、村人、同心C、隊士B、用心棒A、警官、同心、傍聴人A、老人、浪士B、怪人、幹部A、隊員、野良猫、メガネ屋店主）
- しおんの王（渡辺七段）
- D.Gray-man（村人A）
- BACCANO! -バッカーノ!-（ファン・リンシャン）
- ひぐらしのなく頃に解（山狗、閣僚、老人 他）
- ポケモン不思議のダンジョン 時の探検隊・闇の探検隊（ザングース）
- もっけ（審判、漫才A、モノB）

2008年
- アリソンとリリア（兵士達）
- うちの3姉妹（だいパパ）
- ウルトラヴァイオレット:コード044（ファージ隊員）
- かのこん（七々尾宗仁）
- 黒執事（部下A、船員）
- ケメコデラックス!（教頭先生）
- ゴルゴ13（2008年 - 2009年、オークション参加者、ホームレスの男）
- スケアクロウマン（車掌）
- セキレイ（工作員C）
- TYTANIA -タイタニア-（兵士）
- 鉄腕バーディー DECODE（ボイラ、神祇官）
- テレパシー少女 蘭（商店主B）
- To LOVEる -とらぶる-（アンパイア）
- 乃木坂春香の秘密（カメコC）
- のだめカンタービレ 巴里編（客、ヴァイオリン副首席）
- BLASSREITER（警官A、ニュースの声、研究員B、ビットクルーA、研究員2、異民 他）
- ペンギンの問題（おっさん）
- 北斗の拳 ラオウ外伝 天の覇王（班長、兵士）
- ポケットモンスター ダイヤモンド&パール（カメックス）
- 名探偵コナン（男）
- もっけ（薫の父）
- ワールド・デストラクション 〜世界撲滅の六人〜

2009年
- 青い花（奥平義道）
- 明日のよいち!（警備員B、怒苦労連合A、お化けB）
- クイーンズブレイド 流浪の戦士（執政官、ドワーフA）
- スキップ・ビート!（高林）
- チーズスイートホーム あたらしいおうち（部長）
- 鉄腕バーディー DECODE:02（ノブ、技師）
- はじめの一歩 New Challenger
- Phantom 〜Requiem for the Phantom〜（構成員）
- ポケモン不思議のダンジョン 空の探検隊 時と闇をめぐる最後の冒険（ビッパ）
- よくわかる現代魔法（通行人B）

2010年
- いちばんうしろの大魔王（不良、村人）
- こばと。（運転手）
- 最強武将伝 三国演義（紀霊）
- 聖痕のクェイサー（ヘリウム三男）
- セキレイ〜Pure Engagement〜（司令官）
- のだめカンタービレ フィナーレ（ロベール、男1、ヴァイオリン1）

2011年
- 聖痕のクェイサーII（ヘリウム末弟）

2015年
- おまかせ!みらくるキャット団（ちょび太）

2016年
- 紅殻のパンドラ（部下B）

### OVA
- HELLSING（2009年、聖ステパノ騎士団トスカナ軍団長[8]）

### 劇場版アニメ
- 劇場版ポケットモンスター ダイヤモンド&パール ディアルガVSパルキアVSダークライ（2007年、ペリッパー）
- 劇場版ポケットモンスター ダイヤモンド&パール ギラティナと氷空の花束 シェイミ（2008年、ボスゴドラ）
- 劇場版ポケットモンスター ダイヤモンド&パール アルセウス 超克の時空へ（2009年、ヤンヤンマ）
- レイトン教授と永遠の歌姫（2009年、デスコールの部下）
- 劇場版 銀魂 新訳紅桜篇（2010年）
- 魔法少女リリカルなのは The MOVIE 1st（2010年、公園管理人）

### ゲーム
- SIMPLE2000シリーズ Vol.31 THE 地球防衛軍（2003年）
- ジャック×ダクスター 〜エルフとイタチの大冒険〜（2009年、パイレーツ・ラジオ・タワー）
- テイルズ オブ ヴェスペリア（2009年、行商人）※PS3版

### 吹き替え

#### 映画
- アイアンマン2（警官1）
- あなたは私の婿になる
- サハラ 死の砂漠を脱出せよ ※テレビ東京版
- ゾディアック（スタントン、アルフレッド、ゼルムス、ロイ、ストラースキー）
- タイタンの戦い
- デトネーター ※テレビ東京版
- 引き裂かれたイレブン 〜オシムの涙〜（シニサ・ミハイロビッチ）
- 名犬リンチンチン（ニコラウス・エガー）
- 楽園（ファン・ヨンフン）

#### テレビドラマ
- アーロン・ストーン
- アンダー・ザ・ドーム（レイ）
- 女刑事マーチェラ（ピーター・カレン）
- カイルXY
- ギルモア・ガールズ
- クレイジー・エックス・ガールフレンド（スコット・プロクター）
- ケネディ家の人びと
- パイレーツアイランド〜黄金島の秘密〜（ファイブスパイス）

#### アニメ
- カーズ2（ウラジミール・トランコフ）
- きかんしゃトーマス（デニス）※ テレビ東京版
- キャンプ・ラズロ（サムソン）
- ごきげん ジミー!
- サミーとシェリー 七つの海の大冒険（レイ）
- サミーとシェリー2 僕らの脱出大作戦（レイ）
- シュレック3（衛兵）
- 少女チャングムの夢（兵士）
- ショベルカーディグスとはたらく車たち（ラグ）
- タンタンの冒険/ユニコーン号の秘密（配達人）
- ペット・エイリアン（ガンパース）
- ベン10（XLR8 スティンクフライ ウォーターハザード 他）
- ポペッツタウン（コージー）

### ボイスオーバー
- 日立 世界・ふしぎ発見!